# 哈格
哈格是德国下萨克森州的一个市镇。总面积16.62平方公里，在2011年12月31日的人口調查中，總人口5833人，其中男性2790人，女性3043人人口密度351人/平方公里。